# Mean Mary
Mean Mary (Geneva, Alabama, 1980. március 22. –) amerikai énekesnő, dalszerző, multi-instrumentalista, író, producer.
Gyermekkorát úgy jellemezte, mint egy kalandregény lapjaiból kivágott nomád gyerek életét.

## Pályakép
A legfiatalabb gyerek volt egy hatgyermekes alabamai családban. Néhány mérföldnyire éltek az alabamai vasútvonal mentén. Anyja és apja (a II. világháború veteránja) nomád életmódot folytattak. Amikor Mary még csak 4 éves volt, Floridából Minnesotába költöztek, a kanadai határ közelébe. A legidősebb testvére csatlakozott a Haditengerészethez, és ekkor adott a kislánynak egy gitárt. A család az ifjabb Hank Williams és Dolly Parton zenéjét hallgatta. Ez a környezet meg is határozta a jövőjét.
5 éves korában megtanult írni és olvasni – és dalokat kezdett írni. Az első dala a „Mean Mary from Alabama”, innen ebből a művészneve.
7 évesen énekelt, gitáron játszott, bendzsózott, hegedült. Fesztiválok és roadshow-kon vett részt, rádiókban, tévékben, filmeken szerepelt. 1986-tól 1989-ig rendszeresen részt vett a „Country Boy Eddie Show”-n az alabamai Birminghamben.
2003-ban – utasként – autóbaleset érte. Fejjel törte be a szélvédőt, hangszálsérülést is elszenvedett, kevés remény volt a regenerálódásra. A következő évben csak hangszeres zenészként lépett fel. 2004-ben a hangszálai lassan megmozdultak és lehetővé vált a teljes felgyógyulása.

## Albumok
- 2010: Walk a Little Ways With Me

- 2013: Year of the Sparrow
- 2016: Sweet
- 2018: Blazing (soundtrack to the 2018 novel „Hell Is Naked”)
- 2019: Cold
- 2020: Alone
- 2022: Portrait of a Woman
- 2023: I'd Rather Be Merry

### Közös albumok
- 2006: Thank You Very Much (Mean Mary & Jamestown)
- 2017: Down Home (Mean Mary & Frank James)

## Díjak
- Independent Music Award: elnyerte
- Story Song – Cold (House by the Sea)
  - Jelölés: Americana Album of the year
  - Jelölés: Americana Song – Sparrow
  - Jelölés: CCM/Gospel Song – Friend I Never Had

## Könyvek
- 1996: Eastern Old-Growth Forests: Prospects For Rediscovery And Recovery
- 2012: The Sparrow and the Hawk: Banjo Tablature Book and DVD